# 确定国家利益委员会
确定国家利益委员会，是伊朗一个由伊朗最高领袖委任的行政议会，主要目的是为了调节伊斯兰议会和宪法监护委员会之间的矛盾，但由于直接受最高领袖的领导和任命，并作为最高领袖的顾问角色，所以实际权力非常大，有监督政府各个部门的职能。